# Fédération de basket-ball de la république serbe de Bosnie
La Fédération de basket-ball de la république serbe de Bosnie (Košarkaški savez Republike Srpske), connue sous son acronyme KSRS, est une fédération de basket-ball qui organise des tournois de clubs de basket-ball, gère des clubs de basket-ball et développe basket-ball en république serbe de Bosnie. Coopère avec le ministère de la Famille, de la Jeunesse et des Sports de la république serbe de Bosnie. Il est membre à part entière de l'Union sportive de la république serbe de Bosnie et coopère avec la Fédération de Serbie de basket-ball.
La Première Ligue de la Republika Srpska est la compétition de basket-ball de deuxième niveau en Bosnie-Herzégovine après la Première Ligue de Bosnie-Herzégovine.

## Tournois
La Fédération de basket-ball de la république serbe de Bosnie organise des compétitions de basket-ball sur le territoire.
- Coupe de basket-ball de la république serbe de Bosnie
- Meridianbet première ligue masculine de basket-ball de la république serbe de Bosnie[3],[4]
- Meridianbet première ligue féminine de basket-ball de la république serbe de Bosnie
- Deuxième Ligue de basket-ball masculin de la république serbe de Bosnie (groupe « Ouest »)
- Deuxième Ligue de basket-ball masculin de la république serbe de Bosnie (groupe « Est »)
- Deuxième Ligue de basket-ball masculin de la république serbe de Bosnie (groupe « Centre »)
- Mini ligue

## Organisation
La gestion de la fédération est subordonnée à quatre comités de basket-ball (par région) :
- Banja Luka
- Bijeljina et Bratunac
- Romanija - Herzégovine et Bileća
- Doboj et Modriča